# 毒重石
毒重石（英語：Witherite）是一种含钡碳酸鹽礦物，化学式为BaCO3，属于霰石族。毒重石以斜方晶系结晶，几乎总是孪晶。矿物无色、乳白色、灰色、淡黄色、绿色、淡褐色。比重为4.3，对于半透明矿物来说很高。它在长波和短波紫外光下发出淡蓝色荧光，在短波紫外光下发出磷光。
毒重石在低温热液环境中形成。它通常与萤石、天青石、方铅矿、重晶石、方解石和霰石有关。毒重石以威廉·威灵的名字命名，他是一位英国医生和博物学家，他于1784年发表了他对这种新矿物的研究，并证明了重晶石和新矿物是两种不同的矿物。

## 发现
1789年，著名的德国地质学家亚伯拉罕·戈特洛布·维尔纳，将这种矿物命名为Witherite，以纪念威廉·威灵（William Withering）。伯明翰博物馆和艺术画廊的马修·博尔顿矿物收藏品可能包含已知最早的毒重石标本之一。

## 安全性
18世纪的博物学家Leigh博士在一个农民的妻子和孩子死亡后记录了它的致命影响。小詹姆斯·瓦特在动物身上试验了这种矿物质，他记录了同样的致命特性。直到18世纪，安格尔扎克的农民使用这种矿物作为老鼠药。

## 圖集

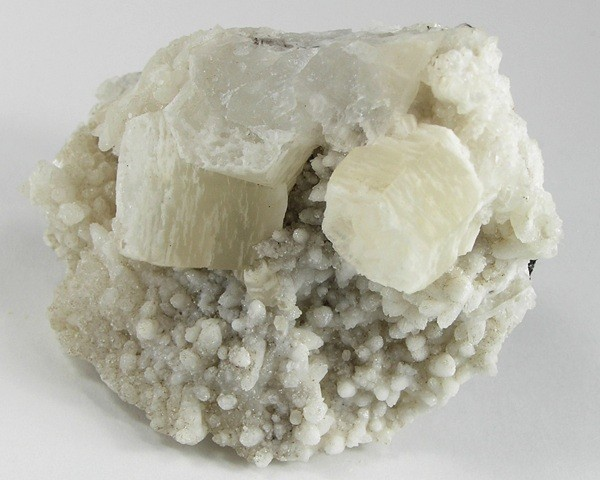
方解石上的两个锋利的假六角形毒重石晶体，来自伊利诺伊州哈丁县（尺寸：6.4 x 5.4 x 3.4 厘米）
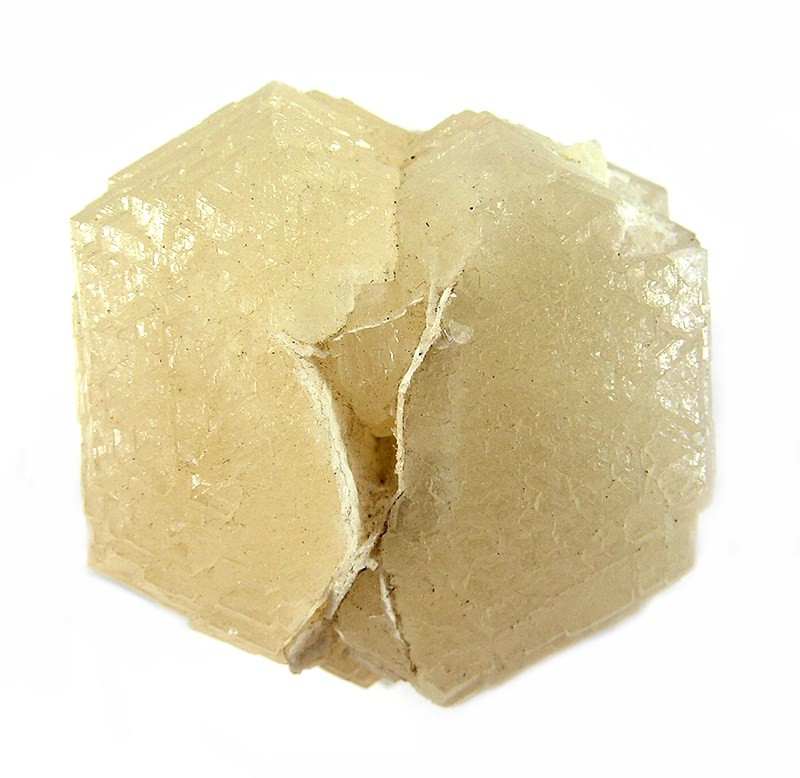
来自伊利诺伊州哈丁县肯塔基萤石区Cave-in-Rock分区的毒重石